# MIDI-controller

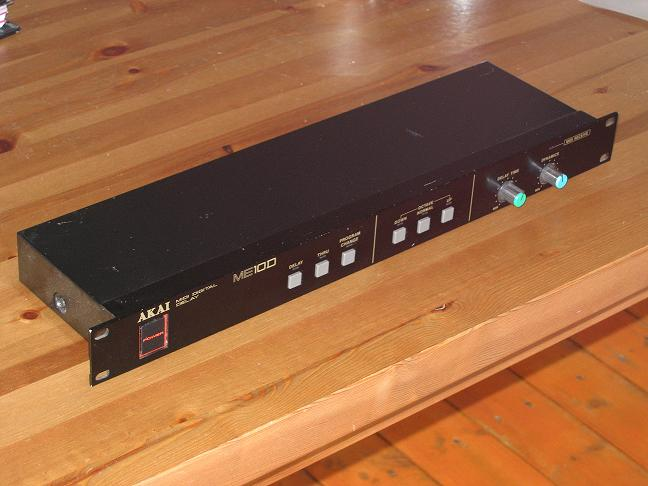
Voorbeeld van een MIDI-controller: de Akai ME10D 482 mm (19 inch) MIDI-delay unit

Een MIDI-controller is een gebruikersinterface waarmee MIDI-boodschappen kunnen worden gegenereerd en verzonden. Meestal is dit een digitaal muziekinstrument.
Een bekende MIDI-controller is het digitale MIDI-keyboard, dat noot-informatie, program- en control-changes via de MIDI OUT stuurt naar een (software-)sequencer of een MIDI-compatibele geluidsmodule.
De EWI digitale saxofoon van Akai is een bijzonder soort MIDI-controller. Sensoren in de buis van de EWI registreren de kracht en embouchure van de geblazen noten en zetten deze om in MIDI-informatie. Deze noot-informatie kan zowel via de ingebouwde software als via een externe geluidsmodule hoorbaar worden gemaakt. Op meerdere opnames van bekende saxofonisten als Michael Brecker, Bob Mintzer en Wayne Shorter is het instrument te horen.